# Ermanno Ribaudo
Ermanno Ribaudo (Torino, 17 giugno 1953) è un doppiatore e attore italiano.

## Teatro

### Attore
- Rumors comp. Pambieri-Tanzi, regia di Gianfranco De Bosio
- Felice Pasqua  comp. Masiero-Palmer, regia di Giorgio Capitani
- Cocu Magnifique  comp. e regia di Enrico Maria Salerno
- Ciao Fantasia comp. e regia di Silvio Spaccesi
- Sarto per signora comp. Lando Buzzanca, regia di Tonino Pulci
- Piccole donne regia di Tonino Pulci
- Le femmine puntigliose comp. giovani del teatro Eliseo, regia di Giuseppe Patroni Griffi
- Jumbo Jumbo comp. di Minnie Minoprio
- Boeing Boeing
- Pigmalione comp. Nino Castelnuovo, regia di G. Antonucci
- Sindrome Fellini di A. Lippi
- Rotodonna di Silvano Ambrogi
- Ho fatto tardi regia di G. Purpi
- Tre contro tre regia di G. Purpi
- Così è (se vi pare) regia di Sergio Ammirata
- Che rimanga tra noi con Pippo Franco

### Regista
- Una canzone a tre tempi Vita di Édith Piaf
- E Dio creò il peccato di Nino Manfredi
- Rotodonna di Silvano Ambrogi
- La morsa di Luigi Pirandello
- Ho fatto tardi di G. Purpi

## Filmografia

### Attore
- Speciale ricerca ,regia di  Ansano Giannarelli (1981)
- Nebbie e delitti, regia di Riccardo Donna (2005-2009)
- Gente di mare, regia di Giorgio Serafini (2005-2007)
- Due cuori e un delitto, regia di Davide Marengo
- La squadra
- La dottoressa Giò, regia di Filippo De Luigi
- Lui e lei, regia di Luciano Manuzzi
- Linda e il brigadiere, regia di Gianfrancesco Lazotti
- Io, Peter Pan, regia di Enzo Decaro
- L'importante è non farsi notare, regia di Romolo Guerrieri
- Caccia al ladro d'autore, regia di Tonino Valerii
- Storia d'amore e d'amicizia, regia di Franco Rossi
- Il comune senso del pudore, regia di Alberto Sordi
- Il leone del deserto, regia di Mustafa Akkad
- Corleone, regia di Pasquale Squitieri
- La valigia delle Indie, regia di C. Jacke
- Ottobre rosa, regia di A. Lippi
- Il corpo e l'anima, regia di Salvatore Piscitelli
- L'impero, regia di Lamberto Bava
- Una storia sbagliata, regia di Gianluca Maria Tavarelli
- Ragazzi e ragazze
- Ma il portiere non c'è mai?
- Pasqualino Settebellezze, regia di Lina Wertmüller
- Ho sposato un calciatore, regia di Stefano Sollima
- Il commissario Manara

## Doppiaggio

### Cinema
- Chico Marx nei ridoppiaggi di Le noci di cocco, Animal Crackers, Monkey Business - Quattro folli in alto mare, Un giorno alle corse, Servizio in camera, Tre pazzi a zonzo, I cowboys del deserto
- Andy Serkis in Avengers: Age of Ultron, Black Panther
- Antonio Barrios in Scuola di ladri
- Chris Barnes in Return to Me
- Ward Bond in Il mistero del falco (ridoppiaggio)
- Bob Hoskins in  Lassiter lo scassinatore
- Shemp Howard in Un comodo posto in banca (ridoppiaggio)
- Chi McBride in Fuori in 60 secondi
- Roger Monk in La leggenda del pianista sull'oceano
- William Petersen in The Skulls - I teschi
- Norbert Rutili in JCVD - Nessuna giustizia
- Danny Trejo in Gun
- Brian Van Holt in Black Hawk Down - Black Hawk abbattuto
- Jerold Wells in L'elemento del crimine

### Televisione
- David Labrava in Sons of Anarchy, Mayans M.C.
- Burt in Santo Bugito

### Serie animate
- Telespalla Bob (1ª voce) ne I Simpson
- Gabriel Gamo in Che campioni Holly e Benji!!!
- Akira in Golion
- Ryger in Daikengo il guardiano dello spazio
- Voce narrante in La corazzata Yamato (3ª serie)

- Peloia (1ª voce) in La spada di King Arthur
- Leon in Crime Squad

### Film d'animazione
- Uighur in Ken il guerriero (ridoppiaggio)